# ハロルド・E・ホルト (フリゲート)
| USS Harold E. Holt (FF-1074) |                                                                |
| 艦歴                         |                                                                |
| 発注                         | 1964年7月22日                                                  |
| 起工                         | 1968年5月11日                                                  |
| 進水                         | 1969年5月3日                                                   |
| 就役                         | 1971年3月26日                                                  |
| 退役                         | 1992年7月2日                                                   |
| その後                       | 2002年7月10日に海没処分                                        |
| 除籍                         | 1995年1月11日                                                  |
| 性能諸元                     |                                                                |
| 排水量                       | 基準: 3,068t                                                   |
| 排水量                       | 満載: 4,130t                                                   |
| 全長                         | 133.5 m (438 ft)                                               |
| 全幅                         | 14.33 m (47 ft)                                                |
| 吃水                         | 7.62 m (24.75 ft)                                              |
| 機関                         | 水管ボイラー (84.4at, 538℃)×2缶                                |
| 機関                         | 蒸気タービン (35,000hp)×1基                                    |
| 機関                         | スクリュープロペラ×1軸                                         |
| 速力                         | 最大: 27ノット以上                                             |
| 航続距離                     | 4,500海里 (20ノット巡航時)                                     |
| 乗員                         | 士官16名、曹士211名                                            |
| 兵装                         | Mk.42 5インチ単装速射砲×1基                                    |
| 兵装                         | シースパローBPDMS 8連装発射機×1基 ※後日装備                    |
| 兵装                         | Mk.16 8連装ミサイル発射機×1基 (アスロックSUM, ハープーンSSM用) |
| 兵装                         | Mk.32 mod.9 連装短魚雷発射管×2基                               |
| 艦載機                       | QH-50 DASH×2機 ※SH-2 LAMPSヘリコプター×1機に 後日換装          |
| FCS                          | Mk.68 砲射撃指揮用                                             |
| FCS                          | Mk.115 BPDMS射撃指揮用 ※後日装備                               |
| FCS                          | Mk.114 水中攻撃指揮用                                          |
| センサ                       | AN/SPS-40 対空捜索レーダー                                     |
| センサ                       | AN/SPS-10 対水上捜索レーダー ※AN/SPS-67に後日換装              |
| センサ                       | AN/SQS-26CX 艦首装備ソナー                                     |
| センサ                       | AN/SQS-35 可変深度ソナー ※AN/SQR-18戦術曳航ソナーに後日換装    |
| 電子戦                       | AN/WLR-1C電波探知装置 ※AN/SLQ-32に後日換装                     |
| 電子戦                       | AN/ULQ-6C電波妨害装置 ※AN/SLQ-32への換装と同時に撤去           |
| 電子戦                       | Mk.137 6連装デコイ発射機×2基 ※後日装備                         |
| モットー                     |                                                                |

ハロルド・E・ホルト (英語: USS Harold E. Holt, FF-1074) は、アメリカ海軍のフリゲート。ノックス級フリゲートの1隻。艦名は元オーストラリア首相ハロルド・ホルトに因む。

## 艦歴
ハロルド・E・ホルトはカリフォルニア州サンペドロのトッド・パシフィック造船所で1968年5月11日に起工する。1969年5月3日に進水し、1971年3月19日に海軍に引き渡され、1971年3月26日に就役した。
ハロルド・E・ホルトは1992年7月2日に退役し、1995年1月11日に除籍された。その後リムパック 2002 において標的艦として海没処分された。